# Didi Wagner
Adriana Golombek "Didi" Wagner (São Paulo, 16 de outubro de 1975) é uma apresentadora de televisão brasileira.

## Biografia
Didi Wagner é judia, descendente de judeus alemães que imigraram para o Brasil fugindo da guerra. Sua primeira aparição na televisão foi na MTV Brasil no programa Al Dente, em 1997, quando ela ainda era modelo da Ford. Em 1999, fez teste para ser VJ e foi contratada pela emissora. Em 2000, estreou ao lado de Marcos Mion no programa de clipes Supernova, que era exibido todas as tardes e tinha duração de três horas. Nesse mesmo ano, ela também apresentou o Top 10 EUA, onde eram exibidos os clipes mais pedidos pela audiência norte-americana.
Em 2001, Didi continuou apresentando o Supernova, dessa vez junto com o VJ Thunderbird, além do Tem Jeito?, atração que exibia vídeos de músicas românticas. Com a saída de Mion em 2002, Didi passou a apresentar o Uá Uá, programa de clipes voltado para o público que gosta do estilo pop/rock. No mesmo ano, compartilhou com os VJs Jairo Bouer e Penélope Nova o comando do Peep MTV, programa sobre sexo que contava com a participação da audiência.
Dos programas da temporada Verão MTV, Didi apresentou o Didicas e o Casa da Praia, sendo este ao lado de Edgard Piccoli e Marina Person. Entre os anos de 2003 e 2005, comandou o Videoclash, programa interativo em que o público escolhia, através da internet, qual clipe assistir no canal. No último ano do programa, Didi também revezava o Balela MTV, repetindo a parceria com Marina Person. Em 2006, a apresentadora deixou a emissora, depois de tentar a renovação de seu contrato.
Em julho de 2006, Didi estreou no canal pago Multishow o programa Lugar (In)comum direto de Nova York. O programa é um dos mais longevos do canal, chegando à décima quinta temporada em 2021, tendo passado por Paris, Londres e Madri, entre outras cidades. Também pelo Multishow apresentou o MOB Brasil, um programa sobre intervenções urbanas, e participou de coberturas do Rock in Rio a partir do retorno do festival em 2011, e do Lollapalooza em todas as suas edições desde 2012.
Durante as Olimpíadas Rio 2016, Didi apresentou o programa “Madruga Sportv” que tinha um cenário temático com vista para o Parque Olímpico.

## Filmografia

### Televisão
| Ano           | Título                                | Personagem    | Nota                |
| ------------- | ------------------------------------- | ------------- | ------------------- |
| 2000-01       | Supernova                             | Apresentadora |                     |
| 2002          | Uá Uá                                 | Apresentadora |                     |
| 2002          | Peep MTV                              | Apresentadora |                     |
| 2003-05       | Videoclash                            | Apresentadora |                     |
| 2003-05       | Megaliga MTV de VJs Paladinos         | Apresentadora | Didi (voz)          |
| 2005          | Balela MTV                            | Apresentadora |                     |
| 2006-2022     | Lugar Incomum                         | Apresentadora |                     |
| 2009          | MOB Brasil                            | Apresentadora |                     |
| 2011-presente | Rock in Rio                           | Apresentadora | Cobertura Multishow |
| 2012-presente | Lollapalooza                          | Apresentadora | Cobertura Multishow |
| 2016          | Madruga Sportv                        | Apresentadora |                     |
| 2018          | Prêmio Multishow de Música Brasileira | Repórter      |                     |
| 2019          | Prêmio Multishow 2019                 | Repórter      |                     |